# Hasely Crawford
Hasely Joachim Crawford TC (* 16. August 1950 in San Fernando) ist ein ehemaliger Leichtathlet aus Trinidad und Tobago. Er ist der erste Olympiasieger seines Landes, bis zur Goldmedaille von Keshorn Walcott im Speerwurf 2012 war er auch der einzige.

## Biografie
Crawford begann erst im Alter von 17 Jahren mit dem Leichtathletiktraining. Seine internationale Karriere begann 1970, als er an den British Commonwealth Games über 100 Meter die Bronzemedaille gewann. Bei den Olympischen Spielen 1972 in München musste Crawford im Finale das Rennen nach nur 20 Metern wegen einer Verletzung aufgeben.
1975 schloss sich Crawford der Trainingsgruppe des US-Amerikaners Rob Parks an. Crawford lief pro Saison jeweils nur wenige Rennen. Diese Taktik zahlte sich aus: Bei den Olympischen Spielen 1976 in Montreal gewann Crawford das 100-Meter-Rennen in einer Zeit von 10,06 Sekunden mit 46 Schritten und wurde damit der erste Olympiasieger seines Landes. Er qualifizierte sich auch für das 200-Meter-Finale, musste die Teilnahme am Rennen aber wegen einer Verletzung absagen. Crawford fiel außer durch seinen Erfolg bei den Spielen von Montreal auch durch seine wadenlagen Ringelsocken auf, die er bei allen Läufen trug.
Crawfords letzter Erfolg war die Bronzemedaille über 100 Meter bei den Commonwealth Games 1978. Er nahm zwar 1980 und 1984 an den Olympischen Spielen teil, konnte sich aber beide Male nicht für den Finallauf qualifizieren.
In seiner Heimat ist Crawford ein Nationalheld: Er ist auf einer Briefmarke abgebildet und das Hasely Crawford Stadium ist nach ihm benannt worden. 1978 wurde ihm das Trinity Cross, der damalige höchste Orden Trinidads, verliehen.